# 瓦迪達瓦西
瓦迪達瓦西（阿拉伯语：وادي الدواسر）是位於沙特阿拉伯内志达瓦西尔山谷（Dawasir valley）的一个小镇。
根据2010年人口普查，该镇人口为106,152人。该镇主要分为三个街区。
根據柯本气候分类法，瓦迪達瓦西属于炎热的沙漠气候。